# Apodrepanulatrix helena
Apodrepanulatrix helena là một loài bướm đêm trong họ Geometridae.